# Alois von Gavasini
Alois von Gavasini, né en 1762 à Bonn et mort le 28 novembre 1834 à Klagenfurt, est un officier général autrichien au service de la monarchie des Habsbourg puis de l'empire d'Autriche. Entré au service de l'Autriche, il se distingue par sa bravoure contre les Turcs en 1790 et participe ensuite aux guerres de la Révolution française. En septembre 1796, lors de la campagne d'Italie, il livre un combat d'arrière-garde à Primolano où il résiste en sous-nombre avant d'être blessé et fait prisonnier. Le mois suivant, il dirige une brigade sur le champ de bataille d'Arcole face à l'armée française de Napoléon Bonaparte. 
Promu au grade de général-major au printemps 1800, il obtient le commandement d'une brigade en Bavière. Lors de la bataille de Hohenlinden, qui s'achève sur une écrasante défaite autrichienne, ses troupes combattent avec ardeur, bien qu'étant contraintes à la retraite elles aussi. Dirigeant une brigade de réserve pendant la campagne de 1805 en Italie, notamment à la bataille de Caldiero, Gavasini connaît une période d'inactivité avant de reprendre du service à l'occasion de la campagne de 1809, qui le voit combattre à Sacile, sur le Piave et à Gratz. Retiré définitivement du service la même année, il meurt le 28 novembre 1834 à Klagenfurt.

## Biographie

### Début de carrière
Alois von Gavasini naît en 1762 à Bonn, dans l'électorat de Cologne. Optant pour une carrière militaire, il s'engage à une date inconnue au régiment d'infanterie no 49 Pellegrini et devient enseigne le 5 juillet 1778 puis sous-lieutenant le 1er mai 1784. Il est ensuite affecté au corps franc de Styrie le 15 décembre de la même année et, promu lieutenant le 16, sert un temps dans les Pays-Bas autrichiens. De là, il retourne au régiment Pellegrini le 1er septembre 1785 et obtient successivement les grades de capitaine-lieutenant le 1er août 1788 et de capitaine en 1789. 
Gavasini participe à la guerre austro-turque de 1788-1791, durant laquelle il s'illustre à la bataille de Rymnik et au siège de Giurgiu. Au cours de ce siège, les 2 et 3 juin 1790, il contient plusieurs sorties de la garnison ottomane et neutralise une batterie adverse établie sur le Danube, non sans recevoir une blessure au genou qui nécessite son évacuation. Pour ces faits d'armes, il se voit décerner la croix de chevalier de l'ordre militaire de Marie-Thérèse le 19 décembre 1790. Nommé major le 30 septembre 1793, il est transféré à nouveau dans les Pays-Bas autrichiens, où il prend part à divers combats contre la France dans le cadre de la guerre de la première coalition, en particulier le blocus de Mayence d'octobre 1794 à octobre 1795. Le grade de lieutenant-colonel (Oberstleutnant) lui est octroyé le 2 avril 1796, en même temps que le commandement du bataillon de grenadiers du régiment Pellegrini.

### En Italie contre les Français

#### Premières opérations

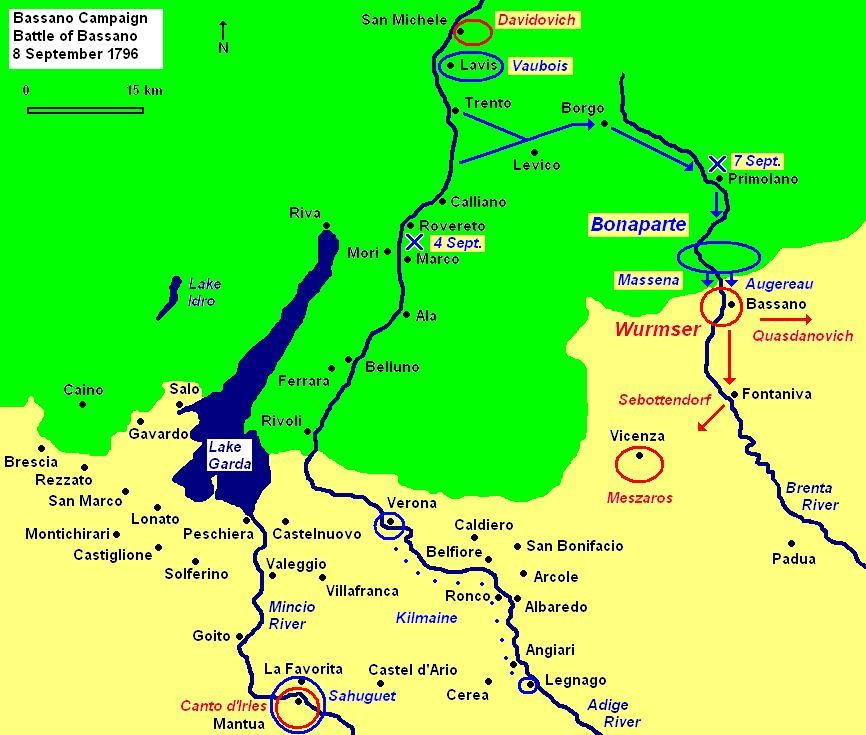
Carte des opérations en Italie en septembre 1796. Le combat de Primolano, disputé par Gavasini le 7 septembre, est indiqué en haut à droite.

À la fin du mois de mai 1796, Gavasini passe à l'armée autrichienne d'Italie du maréchal Wurmser et est présent, dans les premiers jours d'août, aux batailles de Lonato et de Castiglione. En septembre, le gros des forces de Wurmser, parti du Trentin dans le Tyrol du Sud, descend la vallée de la Brenta jusqu'à atteindre le Pô à Bassano del Grappa. Le général Quasdanovich, qui commande une division de l'armée de Wurmser, affecte Gavasini à l'arrière-garde avec pour mission d'arrêter la poursuite française à Primolano, près de Cismon del Grappa. À cette fin, Gavasini se voit confier un bataillon de l'IR no 11 Michael Wallis (1 108 hommes), quatre compagnies de l'IR no 42 Erbach (561 hommes), une compagnie des « jägers » Mahony, une demi-compagnie de pionniers et 90 cavaliers du régiment de hussards no 9 Erdödy. En outre, une colonne dirigée par l’Oberst (colonel) Georg von Stentsch vient renforcer son contingent, portant l'effectif de sa troupe à environ 2 800 soldats. Gavasini se retranche avec ses hommes dans une petite vallée, son front partiellement protégé à cet endroit par un coude de la Brenta.
Le 7 septembre, la division du général Augereau, en tête de la poursuite française, arrive sur les lieux et se lance à l'attaque des positions autrichiennes. Escaladant les crêtes, les tirailleurs français traversent la Brenta à gué et mettent bientôt à mal le dispositif de Gavasini. Devant la progression des troupes françaises — 5e demi-brigade légère et 4e demi-brigade de ligne —, Gavasini est contraint de se replier sur le fort de Covelo, perché sur un piton rocheux à une soixantaine de mètres d'altitude. Tandis que la 5e légère enveloppe le flanc gauche autrichien, la 4e de ligne tourne la position par les hauteurs et, débouchant sur les arrières de la droite adverse, délivre un feu nourri sur le fort pendant plus d'une heure. Gavasini, blessé, tente de s'extraire du piège mais est fait prisonnier par le 5e régiment de dragons du colonel Milhaud.
Alors que, sur l'ensemble de ses deux brigades Rusca et Victor, Augereau n'essuie que des pertes relativement légères, les Autrichiens déplorent la perte de 1 500 hommes auxquels s'ajoutent cinq canons pris par les Français. Les bataillons Erbach et Wallis sont particulièrement éprouvés. À la suite de ce succès, les colonnes françaises continuent à suivre la vallée de la Brenta et se dirigent sur Bassano.

#### Sur le champ de bataille d'Arcole

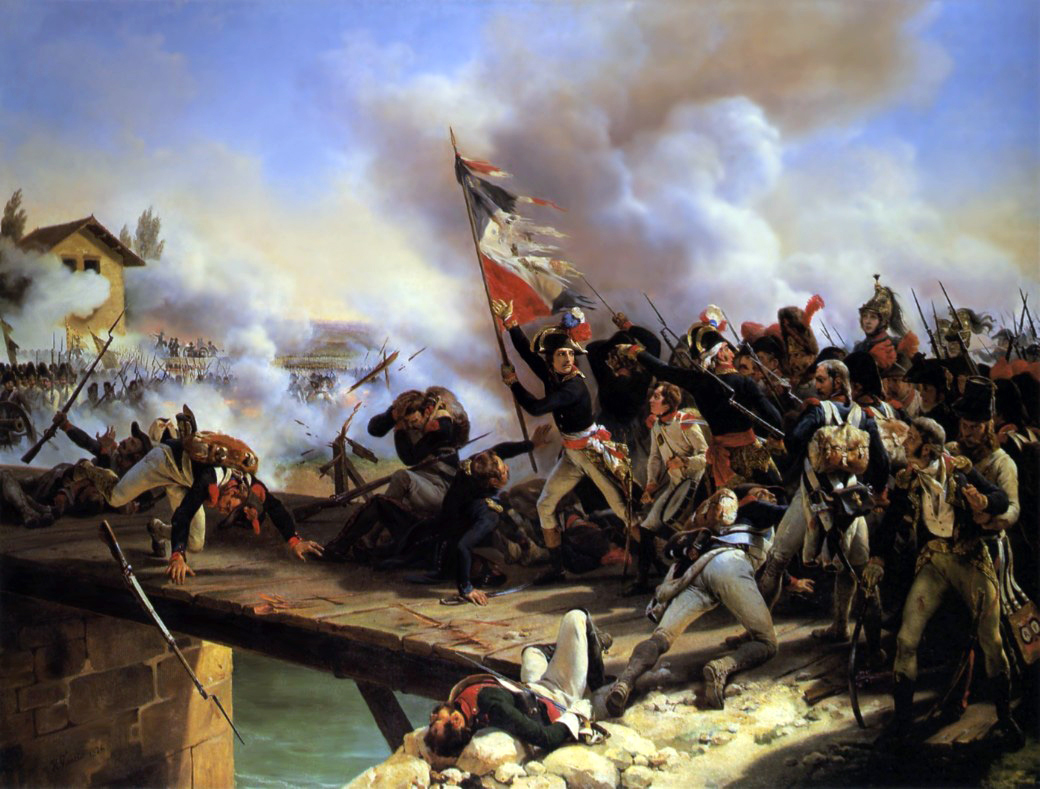
Napoléon Bonaparte menant ses troupes sur le pont d'Arcole, par Horace Vernet.

Rapidement libéré à la suite d'un échange de prisonniers, Gavasini rejoint l'armée autrichienne qui tente pour la troisième fois de lever le siège de Mantoue. Selon Martin Boycott-Brown, son nom ne figure toutefois pas parmi les six divisions qui constituent l'ordre de bataille autrichien. À l'inverse, Karl Friedrich von Enzenthal le dit présent au sein du corps du Frioul et évoque sa participation à la bataille de Caldiero, le 12 novembre 1796. Le 15 novembre débute la bataille d'Arcole. Dans la matinée, l'armée française du général Napoléon Bonaparte franchit l'Adige sur les arrières de l'aile gauche autrichienne. De là, la division Augereau se met en marche vers le nord en direction d'Arcole tandis que la division Masséna fait mouvement au nord-ouest sur Belfiore. Face à cette dernière menace, le maréchal Alvinczy, commandant en chef de l'armée impériale, détache sur Belfiore la brigade Gavasini qui occupe le village aux alentours de 11 h. Guidant l'IR no 51 Splényi à travers les marais, Gavasini se heurte aux troupes de Masséna à hauteur de la localité de Bionde, à mi-chemin entre Belfiore et le point de passage français à Ronco all'Adige. Dans un premier temps, le régiment Splényi attaque les Français avec succès et leur prend deux canons, mais une seconde colonne autrichienne aux ordres du général Brabeck ouvre malencontreusement le feu sur les hommes de Gavasini ; ces derniers cèdent alors à la panique, ce qui permet à Masséna de prendre temporairement Belfiore.
Le second jour de la bataille, Alvinczy renouvelle ses efforts en direction de Belfiore en envoyant six bataillons commandés par le général Provera reprendre le village. Simultanément, 14 bataillons sous le général Mittrowsky attaquent au sud d'Arcole. À 5 h, la colonne Provera butte contre les tirailleurs de Masséna dont le feu accable les formations autrichiennes. La progression est stoppée ; seuls les efforts des canonniers de Habsbourg permettent de contenir la poussée française. Brabeck est tué et c'est finalement la colonne tout entière qui prend la fuite vers Belfiore. Le village et cinq pièces d'artillerie tombent aux mains des Français. L'assaut mené par Mittrowsky se solde également par un échec, mais le général parvient à se maintenir sur Arcole jusqu'à la nuit tombée à l'issue d'un combat acharné. Le 17 novembre, les efforts de Provera contre Masséna se révèlent infructueux. La position autrichienne, fragilisée, devient critique lorsque Masséna détache le gros de sa division au secours d'Augereau. La prise d'Arcole par ces deux généraux vers 17 h détermine la victoire française.

### Passage en Bavière

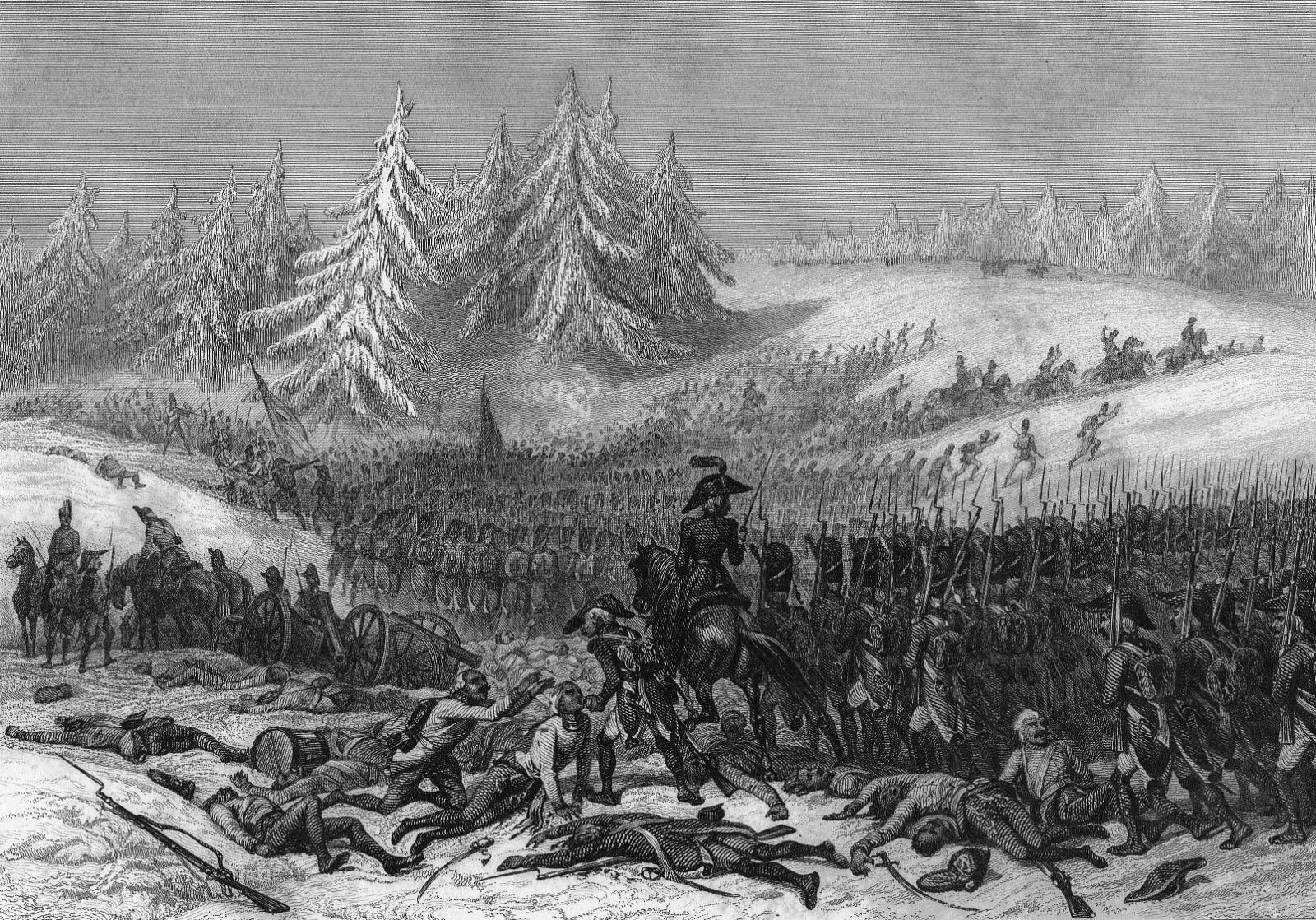
Les troupes françaises à la bataille de Hohenlinden (gravure de 1845).

Gavasini est promu au grade de colonel (Oberst) de son régiment le 17 décembre 1796. Après la fin des hostilités en Italie, il est en poste à Neubourg-sur-le-Danube. En 1799, il combat en Allemagne lors des batailles d'Ostrach (21 mars) et de Stockach (25 mars), avant de passer dans les Grisons où il remporte plusieurs succès, tels que la prise de Walenstadt et l'occupation du canton de Glaris les 19 et 23 mai, mais essuie également une défaite dans la vallée de la Muota le 28. Il est fait général-major le 6 mars 1800. Ce même mois, il prend le commandement d'une brigade de la division du général Kolowrat. Lors de la deuxième bataille de Stockach, le 3 mai, il dirige l'aile gauche autrichienne ; le lendemain, à Moesskirch, ses troupes tiennent Pfullendorf mais ne sont pas engagées dans le combat. Après un passage à la garnison d'Ulm en tant que subordonné du général Petrasch, entre juin et octobre 1800, il participe à la bataille de Hohenlinden, le 3 décembre de la même année, à la tête d'une brigade de la division Schwarzenberg. Celle-ci est incorporée à l'aile droite autrichienne sous le commandement d'ensemble du général Kienmayer. Gavasini a avec lui un bataillon de l'IR no 30 Ligne, les régiments d'infanterie no 9 Clerfayt, no 58 Beaulieu et no 55 Murray, chacun à deux bataillons, auxquels s'ajoutent trois bataillons de l'IR no 21 Gemmingen,.
La bataille s'achève sur une écrasante défaite des Impériaux, malgré les efforts de Schwarzenberg qui, ce jour-là, est le seul commandant autrichien à faire preuve d'habileté dans la direction de ses troupes. Alors que l'indécision paralyse le haut commandement autrichien, Schwarzenberg engage sérieusement les hostilités sur la droite et bouscule les divisions Ney et Bastoul placées sous les ordres du général Grenier. Le régiment Gemmingen de la brigade Gavasini s'empare même du village de Forstern mais ne tarde pas à en être délogé par les Français. L'assaut de Schwarzenberg se concentre rapidement sur un groupe de hameaux au nord de Hohenlinden. Les deux bataillons du régiment Murray s'élancent impétueusement sur celui de Kronacker et l'enlèvent ; une contre-attaque de Ney les en expulse mais un retour offensif des soldats de Gavasini permet de reprendre la position. Plus tard dans la journée, les Français parviennent à réoccuper Kronacker avant de le perdre à nouveau face à une charge du régiment Murray. À ce moment, Kienmayer est informé de la déroute de la colonne Kollowrat sur le centre-gauche et donne l'ordre de battre en retraite. En dépit d'une situation des plus délicates, la division Schwarzenberg se replie en bon ordre, avec Gavasini au commandement de l'arrière-garde.
D'abord stationné à Sankt Pölten au début de l'année 1801, Gavasini devient commandant militaire à Laybach le 8 mars 1802 et conserve cette fonction jusqu'en 1805. Il se marie entre temps avec la comtesse Anna Maria Gillecs le 10 août 1802.

### Sous les guerres napoléoniennes
Lorsque la guerre de la troisième coalition éclate en 1805, Gavasini est appelé au commandement d'une brigade forte de sept bataillons appartenant à l'armée autrichienne d'Italie, sous les ordres de l'archiduc Charles. À l'époque de la bataille de Vérone, en octobre 1805, son unité est affectée aux forces de l'aile gauche dirigées par le général Davidovitch. Après réorganisation, il participe à la bataille de Caldiero du 29 au 31 octobre au sein des troupes de réserve commandées par le feld-maréchal-lieutenant Eugène-Guillaume d'Argenteau. À cette date, sa brigade se compose de quatre bataillons de l'IR no 16 Archduke Rudolf, trois bataillons de l'IR no 45 Lattermann et huit escadrons du régiment de hussards no 10 Stipczic.

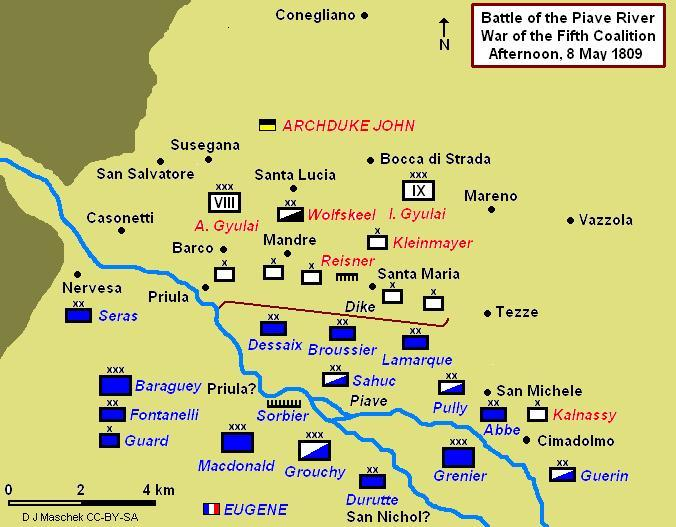
Carte de la bataille de la Piave, le 8 mai 1809 dans l'après-midi.

Gavasini quitte l'armée avec pension en 1806 mais est rappelé trois ans plus tard lors de la guerre de la cinquième coalition. Le 10 avril 1809, il est nommé à la tête d'une brigade de la Landwehr appartenant à la division Lippa du 9e corps autrichien. Son unité comprend deux bataillons venus de Trieste, deux bataillons en provenance de Görz et quatre bataillons acheminés depuis Adelsberg. Le soulèvement du Tyrol contre les troupes françaises au mois d'avril incite le conseil aulique à dépêcher sur place une division commandée par le marquis de Chasteler afin d'appuyer les rebelles. S'ensuit une réorganisation de l'armée de l'archiduc Jean qui voit Gavasini prendre la tête d'une brigade du 9e Armeekorps sous le général Ignácz Gyulay. Les unités sous son commandement comprennent trois bataillons de l'IR no 13 Reisky et un bataillon et demi du régiment d'infanterie de « grenzers » no 2 Otocaner. La brigade Gavasini prend part à la bataille de Sacile le 16 avril 1809,. Tandis que le 8e Armeekorps d'Albert Gyulay contient l'attaque principale de l'armée du prince Eugène, le 9e corps reste en réserve tout au long de la matinée. L'après-midi venu, l'archiduc Jean engage finalement le corps d'Ignácz Gyulay sur le flanc gauche franco-italien, ce qui précipite la victoire autrichienne.
Les combats reprennent dès le mois suivant avec la bataille du Piave, le 8 mai 1809, à laquelle Gavasini participe au sein du 9e Armeekorps avec deux bataillons du régiment Otocaner,. L'emplacement exact de la brigade Gavasini sur le champ de bataille n'est pas connu avec précision. Il est certain, en revanche, que deux brigades du 8e Armeekorps tiennent le flanc droit tandis que la brigade Kalnássy, du 9e Armeekorps, est en position à l'extrême-gauche dans le village de Cimadolmo. En fin d'après-midi, l'armée franco-italienne perce les lignes autrichiennes sur le centre et contraint l'archiduc Jean à faire donner la brigade des grenadiers de réserve. Cette dernière tentative d'enrayer la progression des Franco-Italiens échoue, forçant l'archiduc à battre en retraite.
Après la bataille du Piave, Jean se replie sur Villach avec le gros de ses troupes alors que le général Ignácz Gyulay fait route vers Laibach afin de superviser la défense de la Croatie. L'organisation de l'armée est encore remaniée : Gavasini se retrouve au commandement d'une brigade de la division Zach, toujours sous les ordres de Gyulay. Il a avec lui deux bataillons du régiment Otocaner, deux bataillons de l'IR no 52 Archiduc Franz Karl et une batterie de brigade alignant huit canons de 3 livres. Le 24 juin, les régiments Otocaner et Archiduc Franz Karl échangent des coups de feu avec la division française du général Broussier à Karlsdorf, dans l'actuelle banlieue de Graz. La brigade Gavasini participe enfin au combat de Gratz les 25 et 26 juin 1809, puis à la défense de Leoben le 6 juillet, avant de se replier sur Bruck.
Gavasini se retire définitivement du service le 10 décembre 1809. Il meurt à Klagenfurt le 28 novembre 1834, à l'âge de 72 ans.